# Galaktična Republika
Galaktična Republika (tudi Stara republika, skrajšano "Republika") je ime za obliko medplanetarne vlade v znanstveno fantastični triologiji Vojna zvezd.
Republika je trajala 25 000 let in postopoma je postajala šibka, zato so jo spremenili Galaktični imperij. Zgodovina Galaktične Republike obsega kar 10 000 knjižnic.

## Zgodovina
Republika je bila vzpostavljena pred več kot 25 000 leti BBY, ko je bila podpisana prva galaktična ustava na Coruscantu.
V Republiki je bilo okoli milijon svetov. Vojne klonov med leti 22 BBY-19 BBY so bile prva vojna po reformaciji republike po bitki Ruusana.

## Galaktični senat
Senat je predstavljal izvršilno in zakonodajno vejo republike in je pravzaprav bil najmočnejši organ . Obstajal je vse do ustanovitve imperija.